# تحفة النظار في غرائب الأمصار وعجائب الأسفار
تُحفة النُّظار في غرائب الأمصار وعجائب الأسفار من أشهر كتب الرحلات في التاريخ،
يعرف أيضاً باسم رحلة ابن بطوطة هو كتاب يصف رحلة ابن بطوطة، ويتحدث عن أهلها وحكامها وعلمها، ويصف الألبسة بألوانها وأشكالها وحيويتها ودلالتها، ولا ينسى الأطعمة وأنواعها وطريقة صناعتها، بعد أن أمضى 30 عاما في الرحلات في بلدان العالم. أمر السلطان أبو عنان المريني بتدوين هذه الرحلة واختار لذلك فقيها أندلسيا التحق ببلاط بني مرين وهو ابن جزي الكلبي، وكان إملاؤها بمدينة فاس سنة 756 هـ. تُرجم هذا الكتاب إلى عدة لغات مثل البرتغالية والفرنسية والإنجليزية، وتُرجمت فصول منه إلى الألمانية.

## المؤلف
محمد بن عبد الله بن محمد بن إبراهيم اللواتي الطنجي، أبو عبد الله، ابن بطوطة: رحالة، مؤرخ. كانت رحلاته سببا في شهرته، لقبته جمعية كامبريدج بأمير الرحالة المسلمين بدأ رحلاته في سن الواحد والعشرين سنة، وارتحل ثلاث مرات امتدت الأولى أربعا وعشرين سنة، زار فيها شمال وشرق إفريقيا، ومناطق من شبه الجزيرة العربية والشام والشرق الأدنى وغيرها. والثانية امتدت سنتين وزار فيها الأندلس. وحملته الرحلة الثالثة إلى غرب إفريقيا فزار سجلماسة، وتمبكتو وغيرهما.
لاقى ابن بطوطة تجاهلا كبيرا من المترجمين، فما من معلومات وافية عنه سوى ما اقتصرت عليه رحلته، فرغم معاصرته لابن الخطيب إلا أنه لم يذكر عنه إلا اليسير في الإحاطة وكذلك في نفاضة الجراب، زد على ذلك أن ابن خلدون كأنما تجاهل شأنه في حديثه عنه مكتفيا بوصفه بأنه رجل من مشيخة طنجة.
رماه أبو البركات ابن البلفيقي بالكذب إلا أن ابن مرزوق برأه وقال فيه «وَلَا أعلم أحدا جال الْبِلَاد كرحلته وَكَانَ مَعَ ذَلِك جوادا محسنا».

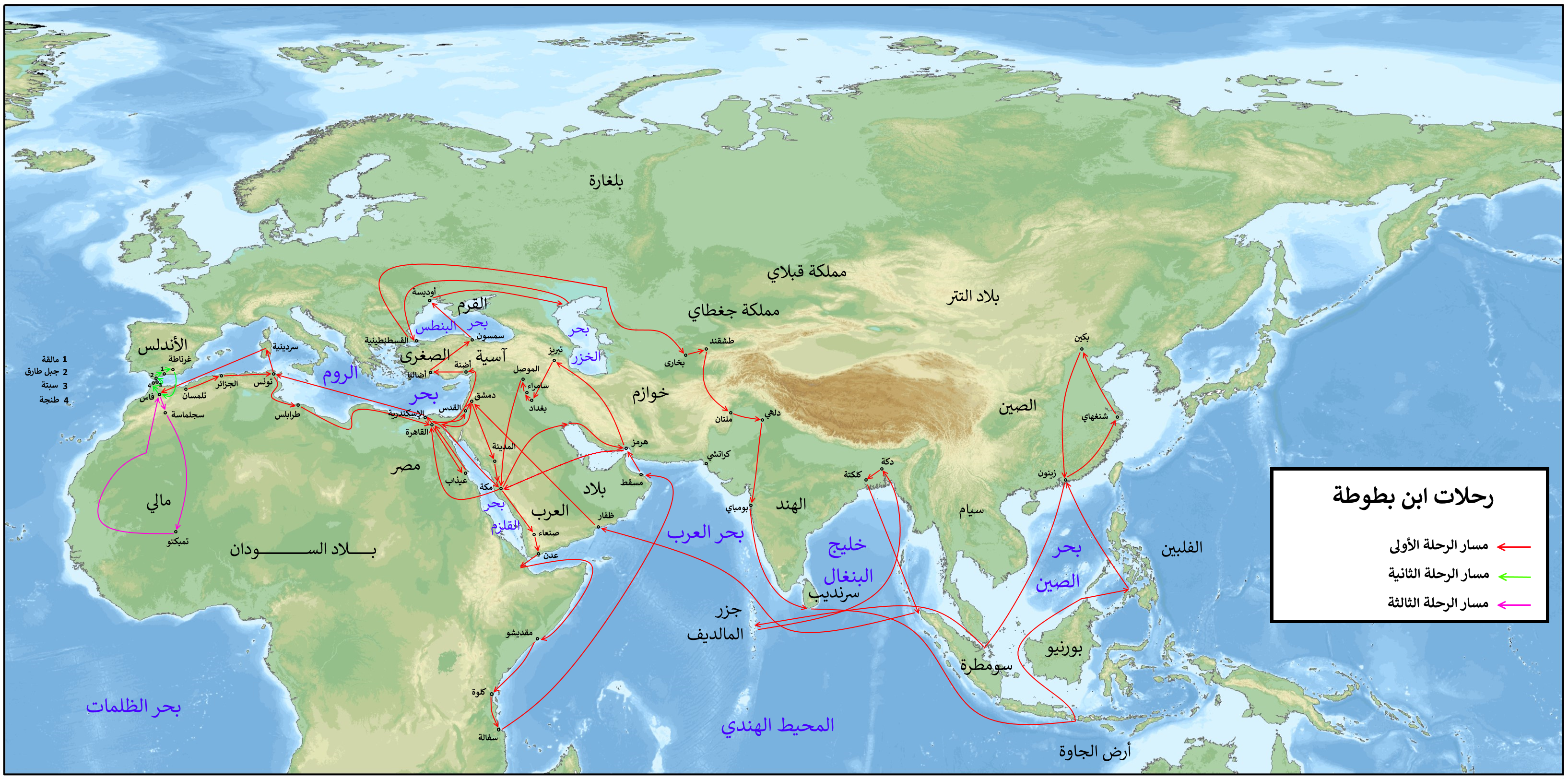
مسار رحلات ابن بطوطة الثلاثة

أضاع ابن بطوطة مذكراته في الهند، فأملى ما يتذكره منها على ابن جزي، وتُعدّ رحلة ابن بطوطة تراثاً أدبياً قيّماً، اشتمل على وصف دقيق لما سمعه أو رآه المؤلف، ولذلك اعتنى بكتابه المستشرقون وترجموه إلى عدة لغات.
درس علماء وباحثون رحلة ابن بطوطة، ونقدوها، وخلصوا أنها مجرد مذكرات كتبها المؤلف، ولا تُعد توثيقاً أمِيناً يمكن الاعتماد عليه.، لأن بعضها برأيهم وصف سماع لا وصف عيان، فابن بطوطة برأيهم لم ير بعينه كل البلدان التي ذكرها في رحلته بل قرأ بعضها أو سمع به وكتب ذلك.

## منهج الكتاب
جاء كتاب ابن بطوطة نتيجة ثلاثين عاما من الرحلات، ذاكرا فيه ما رآه من أحداث ومشاهد عن البلدان، ولم يترك ابن بطوطة بلدا مر فيه إلا وصفه وذكر سكانه وحكامه وعلماءه وقضاته بأسلوب قصصي جذاب، جعله قريبا من لغة العامة وأسلوبهم.
وقد كانت اختيارات السرد واضحة من العنوان؛ إذ صار «الإتحاف» و«التعجيب» و«الإغراب» أهم مكونات نص الرحلة الأدبي، كما اعتُمدت منهجيات للاستحواذ على ذهن القارئ ومحاولة ضمان مشاركته الوجدانية في الحكاية وإقناعه، ومنها إضفاء مسحة القداسة والكرامة على الغريب من الأخبار، واستخدام المحسنات البديعية لإبهار المتلقي، وكذلك الركون للدين في محاولة لدعم النص السردي بإشهادات من الكتاب والسنة.
ولم يكن اختيار ابن جزي لكتابة الرحلة إلا لكونه من أبرع كتاب المغرب والأندلس في عصره، وتأثر ابن جزي في أسلوبه بابن جبير.

## نسبة الرحلة لابن بطوطة
ذهب بعض الباحثين إلى أن النسخة الأصلية من الرحلة والتي دونها ابن بطوطة ضاعت، أما الرحلة المنشورة حاليا فماهي إلا تلخيص كتبه ابن جزي، ودليلهم على ذلك قول ابن جزي: «أنتهي لتدوين ما لخصته من تقييد ابن بطوطة». كما قال في موضع آخر: «ونقلت معاني كلام الشيخ أبي عبد الله بألفاظ موفية للمقاصد التي قصدها، موضحة للمعاني التي اعتمدها».

## نقد الكتاب
كثر انتقاد كتاب ابن بطوطة حتى أن البعض روج لمعلومات خاطئة لم يذكرها ابن بطوطة في رحلته قط. وكان من أول المنتقدين لابن بطوطة، ابن خلدون الذي صرح في تاريخه أنه فاوض ابن ودرار وزير أبي عنان المريني في إنكار كلام ابن بطوطة. ورغم ذلك تبقى بعض المسائل عالقة ففي قصة لقائه بشيخ الإسلام ابن تيمية تناقض صريح(أ) فبهجت البيطار يذكر بأن ابن تيمية سجن في شعبان سنة 726هـ بينما وصل ابن بطوطة إلى دمشق في رمضان من نفس السنة أي أنه لم يره على المنبر. وإلى ذلك ذهب عبد الهادي التازي. كما أن البعض يرى بأن جل اهتمام ابن بطوطة في رحلته، وصف المعالم والمزارات والمشاهد والمقابر، وفيها من الغلو في الصالحين مما يصل بعضه إلى حد الشرك، كما لم يذكر فيها من الفوائد العلمية إلا النزر اليسير. ومن المؤاخذات على ابن بطوطة نقله للأخبار والحوادث الغريبة دون تبصرة ولا نقد. وذهب رالف إيلغر إلى أبعد من ذلك في نقده متهما ابن بطوطة بالتزوير والكذب، فهو يرى بأن ابن بطوطة لم يبرح بلده وأن كل حكاياته ماهي إلا نقل عن معاصريه. لكن عبد الهادي التازي، في تحقيقه لطبعة الأكاديمية المغربية، حاول إضفاء بعض المصداقية على الرحلة، إذ قال بأن ابن بطوطة اهتم بتقصي النقوش، في مجموعة من البلدان التي زارها، باعتبارها الرائد الذي لا يكذب أهله، حتى أنه زار المالديف وتأكد من مضمون لوحة، ذكرها ابن بطوطة في كلامه عن إسلام أمير الجزر على يد شخص يسمى أبو البركات البربري. كما أثبت زيارة ابن بطوطة لدمشق عند اكتشافه لمخطوطة حديثية بخط ابن بطوطة، عند زيارة للقاهرة. إلا أنه آخذ ابن جزي، على تقصيره في تجنب استطرادات ابن بطوطة، واستعجاله واختصاره أكثر من اللازم، وأكثر من ذلك، حذفه لرحلة دمشق وهي الرحلة الهامة بالنسبة للرحالة، وتعويضها برحلة أخرى لم يصدقها الواقع. إلا أنه يبرر بعضا من تلك الهفوات بالهوة العمرية بين الكاتب والملقي، والمشاكل الصحية التي عانى منها ابن جزي.

## مخطوطات
للكتاب مخطوطات في مكتبات العالم منها المخطوطات 2287 و2288 و2289 و2290 بقسم المخطوطات العربية بالمكتبة الوطنية في باريس.
ومنها مخطوط رقم 5081 بجامعة إسطنبول، وملحق 1597/ط بالقاهرة، ومخطوط رقم «تاريخ 6235» بخزانة جامع الزيتونة بتونس، ومخطوط رقم 561 بخزانة القرويين بفاس.

## الطبعات والترجمات

### الطبعات
طبعت رحلة ابن بطوطة كاملة لأول مرة في باريس سنة 1853م مع ترجمة فرنسية بعناية ديفر يمري وسانجنتي. وتلتها طبعة 1288هـ بمطبعة وادي النيل، والتي حققها أبو السعود أفندي على أصل طبعة 1858 بباريس. وطبعة المطبعة الخيرية سنة 1322هـ. وصدرت سنة 1933 طبعة في القاهرة بعنوان مهذب رحلة ابن بطوطة المسماة تحفة النظار في غرائب الأمصار وعجائب الأسفار، نشرتها المطبعة الأميرية. وهناك طبعة المكتبة التجارية الكبرى، سنة 1958، وطبعة دار المشرق سنة 1974،  وأخرى نشرتها دار إحياء العلوم سنة 1987، وحققها محمد عبد المنعم العريان، وأعد فهارسها مصطفى القصاص، وأيضا طبعة أكاديمية المملكة المغربية سنة 1417هـ-1997م، تحقيق عبد الهادي التازي، الذي استدرك على تحقيقه هذا بكتاب سماه المستدركات على تحقيقي: رحلة ابن بطوطة المسماة تحفة النظار في غرائب الأمصار وعجائب الاسفار، نشرته وزارة الثقافة المغربية سنة 2004. وطبعة مؤسسة الكتب الثقافية سنة 2007، وفي 2020 نشرت مؤسسة هنداوي طبعتها للكتاب.

### الترجمات

#### ترجمات كاملة
ترجمة فارسية بعنوان رحلة ابن بطوطة (بالفارسية: سياحت نامة أبن بطوطة) ترجمها داماد حضرت شهرياري محمد شريف باشا العثماني في 1215 - 1319؛ وطبعت في إسطنبول 1333 - 1335.
ترجم مورا، خوسيه دي سانتو أنطونيو الكتاب للبرتغالية بعنوان: رحلات مكثفة وممتدة للعربي الشهير أبو عبد الله، المعروف باسم ابن بطوطة (بالبرتغالية: Viagens extensas e dilatadas do celebre Arabe Abu-Abdallah, mais conhecido pelo nome de Ben- Batuta) ونشرته الأكاديمية الملكية للعلوم (لشبونة) سنة 1840.
ترجمة سويدية بعنوان رحلة ابن بطوطة في المغرب (بالسويدية: Ibn Batutahs resa genom Maghrib) نشرها هيرمان ألمكفيست سنة 1866 ضمن الكتاب السنوي لجامعة أوبسالا.
ترجمة لهاملتون ألكسندر روسكين بعنوان رحلة ابن بطوطة (بالإنجليزية: The travels of Ibn Baṭṭūṭa) نشرتها جامعة كامبريدج سنة 1959. وأعادت نشرها جمعية هاكليوت، في لندن سنة 1994.
ترجم فرانسيسكو غابرييلي الكتاب إلى الإيطالية بعنوان رحلات ابن بطوطة (بالإيطالية: I Viaggi di Ibn Battuta) نشرت في فيرنزي سنة 1961.
ترجمة إسبانية بعنوان من خلال الإسلام (بالإسبانية: A través del Islam) ترجمة سيرافن فانجول وفيديريكو أربوس، نشرت في مدريد سنة 1987.

#### ترجمات جزئية
ترجمة إيطالية بعنوان وصف أرض مليبار، خط رحلة ابن بطوطة العربي (بالإيطالية: Descriptio terrae Malabar, ex arabico Ebn Batutae Itinerario) وهي ترجمة جزئية لهنري أبتز نشرت سنة 1819.
ترجم شارل دوفريمري أجزاء من رحلة ابن بطوطة، نشرت في باريس، منها: رحلات ابن بطوطة في فارس وآسيا الوسطى (بالفرنسية: Voyages d'Ibn-Batoutah dans la Perse et dans l'Asie centrale) نشر سنة 1848م، ورحلات ابن بطوطة في آسيا الصغرى، (بالفرنسية: Voyages d'Ibn Batoutah dans l'Asie mineure)، نشر سنة 1851م.
وفي 1852م ترجم شيربونو جزء شمال إفريقيا ومصر، وسماه رحلة الشيخ ابن بطوطة عبر شمال إفريقيا ومصر في القرن الرابع عشر، (بالفرنسية: Voyage du cheikh Ibn-Batoutah à travers l'Afrique septentrionale et l'Égypte, au commencement du XIVe siècle)
ترجم هاريناث دي، الجزء الخاص بالبنغال بعنوان رواية ابن بطوطة عن البنغال (بالإنجليزية: Ibn Batutah's account of Bengal) ونشر في دكا سنة 1904 وأعيد نشره في كالكتا سنة 1978.
رحلات ابن بطوطة لآسيا وإفريقيا (بالإنجليزية: Ibn Battúta Travels in Asia and Africa, 1325-1354) ترجمه هاملتون ألكسندر روسكين ونشرت الطبعة الأولى في لندن سنة 1929.
رحلة ابن بطوطة الهند، جزر المالديف وسيلان (بالإنجليزية: The Reḥla of Ibn Baṭṭūṭa, India, Maldive islands and Ceylon) ترجمة مهدي حسين، نشرها المعهد الشرقي في بارودا سنة 1953م.
أسفار ورحلات مختارة، (بالفرنسية: Voyages et périples choisis)، ترجمه وقدم له بول تشارلز دومينيك، نشر غاليمار، باريس 1992.

## دراسات

### كتب
- ابن بطوطة ورحلاته، تصنيف ودراسة وتحليل، تأليف حسين مؤنس نشر دار المعارف، القاهرة.[55]

- ابن بطوطة في العالم الإسلامي، تأليف إبراهيم أحمد العدوي، نشر دار المعارف القاهرة.[56]
- ابن بطوطة في أفغانستان، خليل الله خليلي، (سفير أفغانستان في بغداد والكويت)، 1970-1971، مطبعة الجامعة، بغداد.[23]

### مقالات
- المجتمع العماني، عاداته وتقاليده من خلال رحلة ابن بطوطة، عرضها إبراهيم القادري بودشيش في مجلة عالم الفكر، سنة 1999.[57]

- مع ابن بطوطة في بلاد الهند والسند، عبد الهادي التازي، مجلة دعوة الحق، العدد 287، يناير 1992.[58]

- الهند في رحلة ابن بطوطة، دراسة حضارية، جلال السعيد الحفناوي، نشرت في مجلة ثقافة الهند، المجلد 56، العدد الأول، سنة 2005.[59] وفي نفس المجلة المجلد 66، العدد 3، سنة 2015 مقالة لقمر شعبان الندوي، بعنوان دلهي في عصر السلطان محمد تغلق شاه كما يراها ابن بطوطة.[60]

اقتباسات
اقتبست رحلة ابن بطوطة إلى مكة للحج في فلم وثائقي صدر سنة 2009 بعنوان الرحلة إلى مكة.

## الهوامش
أ: ومن الغريب ما جاء عن محمد الحسن الددو من أن ابن تيمية مات قبل وصول ابن بطوطة لدمشق بعشرين سنة.

## وصلات خارجية
- رحلة ابن بطوطة: تحفة النظار في غرائب الأمصار وعجائب الأسفار على موقع مؤسسة هنداوي للتعليم والثقافة
- اكتشاف غير مسبوق حول رحلة ابن بطوطة نسخة محفوظة 8 غشت 2015 على موقع واي باك مشين. الدكتور عبد الهادي التازي، عضو أكاديمية المملكة المغربية.